# Zortéa
Zortéa är en kommun i Brasilien.   Den ligger i delstaten Santa Catarina, i den södra delen av landet, 1 400 km söder om huvudstaden Brasília. Antalet invånare är 2 991.
I omgivningarna runt Zortéa växer huvudsakligen savannskog. Runt Zortéa är det mycket glesbefolkat, med 5 invånare per kvadratkilometer.